# Flight International
Flight International er et engelsk magasin med fokus på luftfart, som udkommer månedligt.
Tidsskriftet blev etableret i 1909 som Flight: A Journal devoted to the Interests, Practice, and Progress of Aerial Locomotion and Transport og er verdens ældste kontinuert publicerede magasin omhandlende luftfart. Det dækker blandt andet luftfartsindustrien, lufttransport, flytest, analyser omkring luftfart, rumfart o.a.